# Coolhunting
Il coolhunting (termine nato negli Stati Uniti negli anni ottanta) rappresenta uno strumento del marketing, esploso tra la fine del XX secolo e l'inizio del XXI secolo, che si occupa dell'osservazione delle tendenze e dei modelli culturali che si stanno formando o evolvendo nei media, nella moda e più in generale nelle pratiche quotidiane degli attori sociali.
"Cool" è un termine in uso nello slang anglosassone e significa letteralmente fresco, ma fu usato nell'accezione di "qualcosa di nuovo" a partire dagli anni sessanta mediando un'espressione di origine musicale collegata al nuovo stile del Jazz. Associato prima alle subculture giovanili e fatto proprio dal linguaggio pubblicitario a partire dagli anni ottanta, il termine è entrato anche nei vocabolari giovanili non anglosassoni.

## Metodologia
Il coolhunting applica un approccio sociologico di "cult research" che si realizza mediante desk analysis (ad es. websurfing, social networking, blog) o esplorazione visiva e diretta dei mondi e degli scenari di riferimento e delle culture giovanili (utilizzando spesso immagini fotografiche e/o video a supporto delle ricerche). La matrice osservativa del coolhunting lo avvicina a metodologie di stampo sociologico ed etnografico.
Ogni Cool-hunter può operare come free-lance o per incarico di un'agenzia di ricerca che fornisce un brief sugli ambiti di interesse della ricerca da effettuare; fornisce materiale utile a delineare, in anticipo sui tempi, le mode e i linguaggi "che verranno" nell'ambito degli eventi, dei media, dello spettacolo, del marketing, della comunicazione, del fashion system, dei consumi culturali. Da fenomeno di nicchia il coolhunting sta diventando una professione ben delineata, alla quale iniziano ad essere dedicati i primi corsi di formazione.